# Eduard-Raul Hellvig
Eduard-Raul Hellvig (ur. 27 października 1974 w Zalău) – rumuński polityk i socjolog, były poseł, deputowany do Parlamentu Europejskiego VI, VII i VIII kadencji, dyrektor Rumuńskiej Służby Wywiadowczej.

## Życiorys
W 1997 ukończył studia na wydziale nauk politycznych i administracji publicznej Uniwersytetu Babeș-Bolyai w Klużu-Napoce. Kształcił się także na University of Maryland. Uzyskał również licencję brokera ubezpieczeniowego.
Był stypendystą jednej z fundacji założonej przez George'a Sorosa, w połowie lat 90. pełnił funkcję jej koordynatora w Klużu-Napoce. Później pracował jako broker ubezpieczeniowy, a także w instytutach socjologicznych.
Od 2003 działał w Rumuńskiej Partii Humanistycznej, przemianowanej w 2005 na Partię Konserwatywną. Od 2004 do 2008 zasiadał w Izbie Deputowanych. W 2008 przeszedł do Partii Narodowo-Liberalnej.
Po przystąpieniu Rumunii do Unii Europejskiej 1 stycznia 2007 objął mandat eurodeputowanego jako przedstawiciel PC w delegacji krajowej. Został członkiem grupy Porozumienia Liberałów i Demokratów na rzecz Europy, a także Komisji Handlu Międzynarodowego oraz Podkomisji Bezpieczeństwa i Obrony. Z PE odszedł 9 grudnia 2007, kiedy to w Europarlamencie zasiedli deputowani wybrani w wyborach powszechnych.
Został później działaczem Partii Narodowo-Liberalnej. W 2012 był ministrem rozwoju regionalnego i turystyki w rządzie Victora Ponty. W 2013 ponownie objął mandat eurodeputowanego, zastępując innego posła VII kadencji, utrzymał go w wyborach europejskich w 2014.
Z PE odszedł 1 marca 2015 w związku z objęciem urzędu dyrektora Rumuńskiej Służby Wywiadowczej (SRI), którą kierował do lipca 2023.